# Jia Zongyang
Jia Zongyang (n. 1 martie 1991, Fushun, Republica Populară Chineză) este un sportiv ce a reprezentat Republica Populară Chineză, medaliat olimpic. A participat la 3 ediții ale Jocurilor Olimpice (2010, 2014, 2022) în care a câștigat o medalie de argint și o medalie de bronz.